# فرزول
فرزول إحدى قرى بلدية حاسي العش ولاية الجلفة ، الجزائر ، تقع شرق حاسي بحبح .تبعد عن مدينة حاسي بحبح بـ 19 كم ويبلغ تعدادهم 1200 نسمة.